# Jet Tila
Jet Tilakamonkul, (in thailandese: เจ็ท ติลกมลกุล Chet Tilakamonkun), anche conosciuto come Jet Tila (เจ็ท ติลา Chet Tila; 6 febbraio 1975), è un cuoco, imprenditore e personaggio televisivo statunitense.
Attualmente è chef del The Charleston e del Pakpao Thai. Tila è apparso nei programmi televisivi Chopped, Cucine diaboliche, Iron Chef America, Guy's Grocery Games e The Best Thing I Ever Ate.
Tila è un ambasciatore culinario in Thailandia.
Tila è nato il 6 febbraio 1975 ed è attualmente sposato con Ali Tila.